# Firdausi Qadri
Firdausi Qadri (en bengalí: ফিরদৌসী কাদরী; (31 de marzo de 1951) es una científica bangladesí especializada en inmunología e investigación de enfermedades infecciosas. Ha trabajado más de 25 años en el desarrollo de vacunas contra el cólera, y tiene experiencia en otras enfermedades infecciosas como el ETEC, la enfermedad tifoidea, el Helicobacter pylori, el rotavirus, etc. Trabaja como directora del Centro de Ciencias de Vacunas del Centro Internacional de Investigación y Enfermedades Diarreicas, Bangladesh (ICDDR,B). También es presidenta del Instituto para el desarrollo de iniciativas de Ciencia y Salud. Sus logros científicos se refieren a las infecciones entéricas y a las vacunas, incluidas la Vibrio cholerae y la Escherichia coli enterotoxigénica, principales causas de diarrea grave. También se ha centrado en estudiar la respuesta inmune en personas infectadas por el Helicobacter pylori en Bangladesh y las respuestas en pacientes con fiebre tifoidea y en vacunados. El Gobierno de Bangladesh le otorgó el Premio Independencia en 2023.

## Formación y cualificación profesional
Qadri obtuvo tanto su licenciatura como su maestría en bioquímica y biología molecular de la Universidad de Dhaka en 1975 y 1977 respectivamente. En 1980, obtuvo su doctorado en bioquímica/inmunología por la Universidad de Liverpool. Después de completar su postdoctorado en inmunología en el ICDDR,B, se incorporó como científica asociada a esta institución en 1988. Es científica principal y directora del Centro de Ciencia de Vacunas del ICDDR,B.

## Contribuciones a la investigación
Qadri ha centrado su investigación en enfermedades entéricas, específicamente en las áreas de inmunología, genómica, tecnología y diagnóstico proteómico y desarrollo de vacunas. Trabajó para introducir una nueva vacuna oral barata contra el cólera en Bangladesh en sustitución de Dukoral, que es cara y poco rentable como herramienta de salud pública. Demostró la eficacia de la vacuna Shanchol en una población masiva en las zonas de slam en Dhaka, trabajando posteriormente para que se adoptara como política de salud pública en Bangladesh, también para los refugiados rohingya.

## Reconocimientos
En 2012, Qadri recibió el 'Gran Premio' científico anual de la Fondation Christophe et Rodolphe Mérieux, llamado "Premio Christophe Mérieux", por su investigación sobre enfermedades entéricas infecciosas. Este premio hizo posible la creación del Instituto para el Desarrollo de Iniciativas Científicas y de Salud (ideSHi) en 2014. En 2014, fue nombrada miembro de un panel de alto nivel que asesora a la dirección de la ONU sobre los aspectos organizativos y operativos de una propuesta de Banco de Tecnología y Mecanismo de Apoyo a la Ciencia, Tecnología e Innovación dedicada a los países menos desarrollados. También figura en la lista de los 100 mejores científicos asiáticos. Esta lista es publicada por la revista Asian Scientist.
En agosto de 2021 recibió el Premio Ramon Magsaysay.

## Membresías
Qadri es fundadora y miembro de la Junta Asesora de la Sociedad de Microbiólogos de Bangladesh. Es la embajadora internacional de la Sociedad Estadounidense de Microbiología de Bangladesh, y miembro de la Academia de Ciencias de Bangladesh desde 2008.

## Premios
- Medalla de Oro de la Academia de Ciencias de Bangladesh en 2005.[18]
- Premio Christophe Mérieux en 2012.[10]
- Premios Anannya Top Ten en 2013
- Premio CNR Rao en 2013, uno de los premios que otorga anualmente TWAS, la academia mundial de ciencias para el avance de la ciencia en los países en desarrollo.[19]
- Premios L'Oréal-UNESCO Para las Mujeres en la Ciencia en 2020
- Premio Ramon Magsaysay en 2021
- Premio del Día de la Independencia en 2023